# 滕斯貝格鎮區 (明尼蘇達州契皮瓦縣)
滕斯貝格鎮區（英語：Tunsberg Township）是位於美國明尼蘇達州契皮瓦縣的一個行政鎮區。

## 地方資料
滕斯貝格鎮區的面積為86.20平方千米，當中陸地面積為85.50平方千米，而水域面積為0.70平方千米。根據2020年美國人口普查的數據，當地共有人口191人，而人口密度為每平方千米2.22人。